# Désoxycytidine monophosphate
La désoxycytidine monophosphate (dCMP) est un désoxyribonucléotide constitué de résidus de cytosine et de 2'-désoxyribose lié à un groupe phosphate. Elle est l'un des monomères constituant l'ADN, où la cytosine peut se lier à la guanine par trois liaisons hydrogène, ainsi que l'ARN, dont la cytosine des ARN messagers peut se lier à la guanine mais aussi à l'inosine d'un ARN de transfert par wobble pairing (« appariement bancal »).
Son ribonucléotide correspondant est la cytidine monophosphate.